# Rozdělení pravděpodobnosti
Rozdělení pravděpodobnosti (někdy také distribuce pravděpodobnosti) náhodné veličiny je pravidlo, kterým se každému jevu popisovanému touto veličinou přiřazuje určitá pravděpodobnost. Rozdělení pravděpodobnosti náhodné veličiny vznikne, pokud je každé hodnotě diskrétní náhodné veličiny nebo intervalu hodnot spojité náhodné veličiny přiřazena pravděpodobnost.
Rozdělení pravděpodobnosti lze také chápat jako zobrazení, které každému intervalu (nebo sjednocení intervalů) možných hodnot náhodné veličiny přiřazuje určité reálné číslo, které charakterizuje jeho pravděpodobnost.

## Obecná formální definice
Nechť {\displaystyle (\Omega ,{\mathcal {F}},P)} je pravděpodobnostní prostor, {\displaystyle {\mathcal {B}}} je Borelova σ-algebra, {\displaystyle (E,{\mathcal {B}})} je měřitelný prostor a nechť {\displaystyle X:\Omega \to E} je náhodná veličina. Pak rozdělení pravděpodobnosti náhodné veličiny {\displaystyle X} je funkce {\displaystyle P_{X}:{\mathcal {B}}\to \langle 0,1\rangle } definovaná vztahem {\displaystyle P_{X}(I)=P[X\in I]=P\left(\{\omega \in \Omega |X(\omega )\in I\}\right)}. 
Obvykle bude {\displaystyle E=\mathbb {R} }. Platí, že {\displaystyle P_{X}} je pravděpodobnostní míra na {\displaystyle {\mathcal {B}}}, oproti tomu původní {\displaystyle P} je míra na nějaké obecné σ-algebře {\displaystyle {\mathcal {F}}}. Pojem rozdělení pravděpodobnosti nám tedy umožňuje jednotným způsobem počítat kvantitativní charakteristiky různých náhodných veličin {\displaystyle X}, aniž bychom museli zohledňovat původní prostor {\displaystyle \Omega }.
Tato definice zahrnuje diskrétní i spojitá rozdělení, ale je ve své obecnosti užitečná spíše jen v teorii. Pro praktické výpočty reprezentujeme pro zjednodušení kalkulací rozdělení pravděpodobnosti hustotou pravděpodobnosti resp. pravděpodobnostní funkcí, distribuční funkcí nebo kvantilovou funkcí, které v principu nesou stejnou informaci jako výše uvedená definice a jejich použití je více specializované.
Použití pojmu pravděpodobnostního rozdělení oproti pojmu náhodné veličiny vede ke ztrátě informace o možných jevech s nulovou pravděpodobností; tento teoretický problém je ale v praktických aplikacích typicky bezvýznamný. 

## Rozdělení pravděpodobnosti diskrétní náhodné veličiny
Pravděpodobnost, že diskrétní náhodná veličina {\displaystyle X} bude mít po provedení náhodného pokusu hodnotu {\displaystyle x}, značíme {\displaystyle P(X=x)}, {\displaystyle P[X=x]} nebo stručně {\displaystyle P(x)}.
Výsledkem jednoho náhodného pokusu je to, že náhodná veličina bude mít právě jednu hodnotu. Všechny hodnoty definičního oboru náhodné veličiny tedy představují úplný systém neslučitelných jevů, což znamená, že součet pravděpodobností všech možných hodnot {\displaystyle x} diskrétní náhodné proměnné {\displaystyle X} je roven 1, tzn.
{\displaystyle \sum _{x}P[X=x]=1}

### Pravděpodobnostní funkce
Rozdělení pravděpodobnosti diskrétní náhodné veličiny se tedy vyjádří tak, že se určí pravděpodobnost {\displaystyle P(x)} pro všechna {\displaystyle x} definičního oboru veličiny {\displaystyle X}. Pravděpodobnosti jednotlivých hodnot {\displaystyle x} jsou tedy vyjádřeny funkcí {\displaystyle P(x)}, která se nazývá pravděpodobnostní funkce.

Demonstrace diskrétního rozdělení pravděpodobnosti

Hodnoty pravděpodobností funkce vyjadřujeme obvykle tabulkou, např.
| x                     | P(x)                     |
| {\displaystyle x_{1}} | {\displaystyle P(x_{1})} |
| {\displaystyle x_{2}} | {\displaystyle P(x_{2})} |
| …                     | …                        |
| {\displaystyle x_{n}} | {\displaystyle P(x_{n})} |

Také se používá vyjádření ve formě grafu (viz obrázek). V některých případech lze také použít vyjádření pomocí matematického vzorce.
Znalost pravděpodobnostní funkce lze použít k výpočtu pravděpodobnosti. Například pravděpodobnost, že náhodná veličina {\displaystyle X} leží mezi hodnotami {\displaystyle x_{1}} a {\displaystyle x_{2}}, se určí jako
{\displaystyle P[x_{1}\leq X\leq x_{2}]=\sum _{x=x_{1}}^{x_{2}}P(x)}

### Distribuční funkce diskrétní veličiny
Pomocí pravděpodobnostní funkce lze zavést distribuční funkci vztahem
{\displaystyle F(x)=P[X\leq x]}
Distribuční funkce je neklesající a je spojitá zprava. Hodnoty distribuční funkce leží v rozsahu {\displaystyle 0\leq F(x)\leq 1}. Pro diskrétní náhodnou veličinu {\displaystyle X} lze pro libovolné reálné číslo {\displaystyle x} vyjádřit distribuční funkci vztahem
{\displaystyle F(x)=\sum _{t\leq x}P(t)}

### Vlastnosti
Jestliže hodnoty náhodné veličiny leží v intervalu {\displaystyle (a,b\rangle }, pak {\displaystyle F(a)=0} a {\displaystyle F(b)=1}.
Distribuční funkci lze, podobně jako pravděpodobnostní funkci, použít k výpočtu pravděpodobnosti, neboť
{\displaystyle P[x_{1}<X\leq x_{2}]=F(x_{2})-F(x_{1})}

### Důležitá diskrétní rozdělení
- Alternativní rozdělení (X nabývá pouze dvou hodnot 0 nebo 1)
- Binomické rozdělení (n pokusů se stejnou pravděpodobností)
- Poissonovo rozdělení
- Negativně binomické rozdělení
- Pascalovo rozdělení (speciální případ negativně binomického rozdělení)
- Geometrické rozdělení (speciální případ Pascalova rozdělení)
- Hypergeometrické rozdělení
- Logaritmické rozdělení

## Rozdělení pravděpodobnosti spojité náhodné veličiny

Distribuční funkce několika normálních rozdělení s různými charakteristikami. Červenou čárou je vyznačeno normované normální rozdělení.

Hustota pravděpodobnosti několika normálních rozdělení.

Spojitá náhodná veličina má spojitou distribuční funkci {\displaystyle F(x)}. Rozdělení spojité náhodné veličiny nelze popsat pravděpodobnostní funkcí v určitém bodě.

### Hustota pravděpodobnosti
Hustota pravděpodobnosti je funkce, jejíž hodnotu pro libovolný zvolený prvek z množiny možných vzorků (hodnot náhodné proměnné) lze interpretovat jako relativní četnost hodnoty tohoto prvku v rámci celé množiny možných vzorků daného času.
Rozdělení pravděpodobnosti spojité náhodné veličiny se určuje prostřednictvím funkce, která se nazývá hustota rozdělení pravděpodobnosti (hustota pravděpodobnosti, anglicky Probability Density Function, PDF). Pro spojitou náhodnou veličinu obecně neplatí, že také hustota pravděpodobnosti je spojitá.
Je-li {\displaystyle \rho (x)} hustota pravděpodobnosti spojité náhodné veličiny {\displaystyle X}, pak platí
{\displaystyle \int _{\Omega }\rho (x)\mathrm {d} x=1\,},
kde {\displaystyle \Omega } je definiční obor veličiny {\displaystyle X}. Pro hodnoty {\displaystyle x} mimo definiční obor {\displaystyle \Omega } je hustota pravděpodobnosti nulová, takže {\displaystyle \rho (x)=0} pro {\displaystyle x\notin \Omega }.
Ze znalosti hustoty pravděpodobnosti {\displaystyle \rho (x)} je možné určit pravděpodobnost, že náhodná veličina {\displaystyle X} nabývá hodnotu z intervalu {\displaystyle \langle x_{1},x_{2}\rangle }, tedy
{\displaystyle P[x_{1}\leq X\leq x_{2}]=\int _{x_{1}}^{x_{2}}\rho (x)\mathrm {d} x}
Pravděpodobnost, že spojitá náhodná veličina nabývá určité (přesně dané) hodnoty, je nulová, což plyne z předchozího vztahu. Důsledkem toho je, že pro spojitou náhodnou veličinu platí vztahy
{\displaystyle P[x_{1}\leq X\leq x_{2}]=P[x_{1}<X\leq x_{2}]=P[x_{1}\leq X<x_{2}]=P[x_{1}<X<x_{2}]}

### Distribuční funkce spojité veličiny
Distribuční funkce {\displaystyle F(x)} jednorozměrné reálné náhodné veličiny {\displaystyle X} se definuje jako pravděpodobnost, že realizace této náhodné veličiny nepřekročí {\displaystyle x}:
{\displaystyle F(x)=P[X\leq x]}
Distribuční funkce je neklesající, zprava spojitá, její limita v {\displaystyle -\infty } je nula, v {\displaystyle \infty } pak jedna.
Komplementární distribuční funkce se pak definuje jako {\displaystyle 1-F(x)}.
Pro spojitou náhodnou veličinu s hustotou pravděpodobnosti {\displaystyle \rho (x)} se distribuční funkce dá spočítat také podle vztahu
{\displaystyle F(x)=\int \limits _{-\infty }^{x}\rho (t)\mathrm {d} t}

### Vlastnosti
Platí, že {\displaystyle F(-\infty )=0} a {\displaystyle F(\infty )=1}.
Distribuční funkci lze použít k výpočtu pravděpodobnosti, neboť
{\displaystyle P[x_{1}\leq X\leq x_{2}]=F(x_{2})-F(x_{1})}
Lze dokázat, že mezi hustotou pravděpodobnosti {\displaystyle \rho (x)} a distribuční funkcí {\displaystyle F(x)} platí vztah
{\displaystyle \rho (x)={\frac {\mathrm {d} F(x)}{\mathrm {d} x}}},
pokud derivace distribuční funkce v daném bodě {\displaystyle x} existuje.

### Důležitá spojitá rozdělení
- Rovnoměrné rozdělení
- Normální rozdělení (označované také jako Gaussovo rozdělení)
- Logaritmicko-normální rozdělení (také log-normální rozdělení)
- Exponenciální rozdělení
- Cauchyho rozdělení
- Gama rozdělení
- Laplaceovo rozdělení (nebo také dvojitě exponenciální rozdělení)
- Logistické rozdělení
- Maxwellovo–Boltzmannovo rozdělení
- Studentovo rozdělení
- Fisherovo–Snedecorovo rozdělení
- χ² rozdělení (Chí kvadrát)
- rozdělení beta

## Vícerozměrné rozdělení pravděpodobnosti

### Sdružená a marginální pravděpodobnost
Mějme {\displaystyle n}-rozměrný náhodný vektor {\displaystyle \mathbf {X} }, jehož složkami jsou diskrétní náhodné veličiny {\displaystyle X_{i}}. Jejich rozdělení lze popsat sdruženou (simultánní) pravděpodobností
{\displaystyle P(\mathrm {x} )=P(x_{1},x_{2},...,x_{n})=P[X_{1}=x_{1}\cap X_{2}=x_{2}\cap \cdots \cap X_{n}=x_{n}]}
Tento vztah udává pravděpodobnost, že náhodná veličina {\displaystyle X_{1}} nabude hodnotu {\displaystyle x_{1}}, náhodná veličina {\displaystyle X_{2}} nabude hodnoty {\displaystyle x_{2}}, atd. pro všechna {\displaystyle X_{i}} a {\displaystyle x_{i}}.
Pro {\displaystyle n=2} sdružené pravděpodobnosti zobrazují v korelační tabulce
| x                     | {\displaystyle y_{1}}          | {\displaystyle y_{2}}          | … | {\displaystyle y_{s}}          | Součet                       |
| {\displaystyle x_{1}} | {\displaystyle P(x_{1},y_{1})} | {\displaystyle P(x_{1},y_{2})} | … | {\displaystyle P(x_{1},y_{s})} | {\displaystyle P_{1}(x_{1})} |
| {\displaystyle x_{2}} | {\displaystyle P(x_{2},y_{1})} | {\displaystyle P(x_{2},y_{2})} | … | {\displaystyle P(x_{2},y_{s})} | {\displaystyle P_{1}(x_{2})} |
| …                     | …                              | …                              | … | …                              | …                            |
| {\displaystyle x_{r}} | {\displaystyle P(x_{r},y_{1})} | {\displaystyle P(x_{r},y_{2})} | … | {\displaystyle P(x_{r},y_{s})} | {\displaystyle P_{1}(x_{r})} |
| Součet                | {\displaystyle P_{2}(y_{1})}   | {\displaystyle P_{2}(y_{2})}   | … | {\displaystyle P_{2}(y_{s})}   | 1                            |

Pravděpodobnosti {\displaystyle P_{1}(x_{i})} a {\displaystyle P_{2}(y_{j})} jsou marginální (okrajové) pravděpodobnosti. Platí tedy
{\displaystyle P_{1}(x)=\sum _{y}P(x,y)}
{\displaystyle P_{2}(y)=\sum _{x}P(x,y)}
Dále platí
{\displaystyle \sum _{x}\sum _{y}P(x,y)=\sum _{x}P_{1}(x)=\sum _{y}P_{2}(y)=1}

### Sdružená a marginální distribuční funkce
Sdruženou (simultánní) distribuční funkci lze pro {\displaystyle n}-rozměrný náhodný vektor {\displaystyle \mathbf {X} } diskrétních veličin {\displaystyle X_{i}} definovat jako
{\displaystyle F(x)=F(x_{1},x_{2},..,x_{n})=F(X_{1}\leq x_{1}\cap X_{2}\leq x_{2}\cap \cdots \cap X_{n}\leq x_{n})}
Sdružená distribuční funkce (pro dvě proměnné X, Y) splňuje podmínky
{\displaystyle F(-\infty ,y)=F(x,-\infty )=F(-\infty ,-\infty )=0}
{\displaystyle F(\infty ,\infty )=1}
Podobné podmínky platí také pro vícerozměrné náhodné vektory.
Marginální (okrajové) distribuční funkce lze pro vektor dvou proměnných {\displaystyle X} a {\displaystyle Y} zapsat vztahy
{\displaystyle F_{1}(x)=F(x,\infty )}
{\displaystyle F_{2}(y)=F(\infty ,y)}
Podobně lze marginální distribuční funkce určit také v případě vícerozměrných náhodných vektorů.

### Sdružená a marginální hustota pravděpodobnosti
Rozdělení dvou spojitých náhodných veličin je možné popsat sdruženou hustotou pravděpodobnosti {\displaystyle f(x,y)}. Sdružená hustota pravděpodobnosti musí splňovat podmínku
{\displaystyle \int _{\Omega }\left[\int _{\Omega }f(x,y)\mathrm {d} x\right]\mathrm {d} y=1}
Marginální hustoty pravděpodobnosti se určí jako
{\displaystyle f_{1}(x)=\int _{\Omega }f(x,y)\mathrm {d} y}
{\displaystyle f_{2}(y)=\int _{\Omega }f(x,y)\mathrm {d} x}
Sdruženou distribuční funkci pak je
{\displaystyle F(x,y)=\int _{-\infty }^{x}\left[\int _{-\infty }^{y}f(t,u)\mathrm {d} t\right]\mathrm {d} u}
Ze sdružené distribuční funkce lze naopak získat sdruženou hustotu pravděpodobnosti
{\displaystyle f(x,y)={\frac {\partial ^{2}F(x,y)}{\partial x\partial y}}}

Podobně lze postupovat také v případě {\displaystyle n}-rozměrných vektorů spojitých náhodných veličin. Sdruženou hustotu pravděpodobnosti je pak možné získat jako
{\displaystyle f(\mathbf {x} )=f(x_{1},x_{2},...,x_{n})={\frac {\partial ^{n}F(x_{1},x_{2},...,x_{n})}{\partial x_{1}\partial x_{2}\cdots \partial x_{n}}}}
Marginální pravděpodobnost lze definovat pro libovolnou skupinu {\displaystyle m} veličin ({\displaystyle m<n}) daného {\displaystyle n}-rozměrného náhodného vektoru. Rozdělení je závislé pouze na daných {\displaystyle m} veličinách a na zbývajících {\displaystyle n-m} veličinách nezávisí. Pro {\displaystyle m>2} je nutno rozlišovat podvojnou nezávislost a nezávislost vzájemnou.
Jsou-li veličiny {\displaystyle X_{i}} vzájemně nezávislé, pak platí
{\displaystyle F(\mathbf {x} )=F_{1}(x_{1})F_{2}(x_{2})\cdots F_{n}(x_{n})}
{\displaystyle P(\mathbf {x} )=P_{1}(x_{1})P_{2}(x_{2})\cdots P_{n}(x_{n})}
{\displaystyle f(\mathbf {x} )=f_{1}(x_{1})f_{2}(x_{2})\cdots f_{n}(x_{n})}

### Podmíněné rozdělení pravděpodobnosti
Podmíněné rozdělení náhodné veličiny {\displaystyle X} vzhledem k veličině {\displaystyle y} je rozdělení veličiny {\displaystyle X} za podmínky, že náhodná veličina {\displaystyle Y} nabyla hodnoty {\displaystyle y}.
Podmíněné rozdělení je definováno jako podíl rozdělení sdruženého a marginálního.
Pro dvě diskrétní náhodné veličiny {\displaystyle X,Y} je možné podmíněnou pravděpodobnost veličiny {\displaystyle X} vzhledem k {\displaystyle Y} zapsat jako
{\displaystyle P(x|y)={\frac {P(x,y)}{P_{2}(y)}}}
pro {\displaystyle P_{2}(y)\neq 0}, kde {\displaystyle P_{2}(y)} je marginální pravděpodobnost a {\displaystyle P(x,y)} je pravděpodobnost sdružená.
Obdobně vznikne pro podmíněnou pravděpodobnost veličiny {\displaystyle Y} vzhledem k {\displaystyle X} vztah
{\displaystyle P(y|x)={\frac {P(x,y)}{P_{1}(x)}}}
pro {\displaystyle P_{1}(x)\neq 0}, kde {\displaystyle P_{1}(x)} je marginální pravděpodobnost a {\displaystyle P(x,y)} je opět sdružená pravděpodobnost.

#### Podmíněná distribuční funkce
Podmíněné distribuční funkce zapsat zapsat jako
{\displaystyle F(x|y)=\sum _{t\leq x}{\frac {P(t,y)}{P_{2}(y)}}}
{\displaystyle F(y|x)=\sum _{t\leq y}{\frac {P(x,t)}{P_{1}(x)}}}

#### Podmíněná hustota pravděpodobnosti
U dvourozměrného náhodného vektoru, jehož složkami jsou spojité náhodné veličiny {\displaystyle X} a {\displaystyle Y}, lze podmíněné hustoty pravděpodobnosti vyjádřit jako
{\displaystyle f(x|y)={\frac {f(x,y)}{f_{2}(y)}}}
pro {\displaystyle f_{2}(y)\neq 0} a
{\displaystyle f(y|x)={\frac {f(x,y)}{f_{1}(x)}}}
pro {\displaystyle f_{1}(x)\neq 0}, kde {\displaystyle f(x,y)} je sdružená hustota pravděpodobnosti a {\displaystyle f_{1}(x)} a {\displaystyle f_{2}(y)} jsou marginální hustoty pravděpodobnosti.
Pro podmíněné distribuční funkce spojitých náhodných veličin {\displaystyle X,Y} pak platí
{\displaystyle F(x|y)={\frac {\int _{-\infty }^{x}f(t,y)\mathrm {d} t}{f_{2}(y)}}}
{\displaystyle F(y|x)={\frac {\int _{-\infty }^{y}f(x,t)\mathrm {d} t}{f_{1}(x)}}}

## Charakteristiky rozdělení náhodné veličiny
Charakteristiky náhodné veličiny jsou vhodně vybrané číselné údaje, které shrnují základní informace o rozdělení pravděpodobnosti náhodné veličiny. Charakteristiky poskytují pouze základní a hrubou představu o náhodné veličině, neboť charakteristiky (obvykle) nepostačují k jednoznačnému popisu rozdělení pravděpodobnosti. Naproti tomu rozdělení pravděpodobnosti sice poskytuje jednoznačný popis náhodné veličiny, obvykle však není dostatečně přehledné.
Důležitými charakteristikami rozdělení jsou střední hodnota a rozptyl.